# 河内郡 (大阪府)
- 令制国一覧 > 畿内 > 河内国 > 河内郡
- 日本 > 近畿地方 > 大阪府 > 河内郡

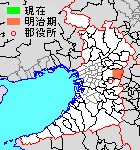
大阪府河内郡の位置

河内郡（かわちぐん）は、かつて河内国・堺県・大阪府にあった郡。

## 郡域
1880年（明治13年）に行政区画として発足した当時の郡域は、概ね下記の区域にあたる。
- 東大阪市の一部（玉串町西、花園西町、吉田、吉田下島、島之内、中新開、吉原、川田、水走、布市町、元町以東）
- 八尾市の一部（福万寺町北・福万寺町・福万寺町南・上之島町北・上之島町南・福栄町・上尾町）

## 歴史

### 古代

#### 式内社
『延喜式』神名帳に記される郡内の式内社。
| 神名帳                      | 神名帳           | 神名帳   | 神名帳       | 比定社       | 比定社                 | 比定社     | 集成 |
| 社名                        | 読み             | 格       | 付記         | 社名         | 所在地                 | 備考       | 集成 |
| --------------------------- | ---------------- | -------- | ------------ | ------------ | ---------------------- | ---------- | ---- |
| 河内郡 10座（大4座・小6座） |                  |          |              |              |                        |            |      |
| 枚岡神社 四座               | ヒラヲカノ       | 並名神大 | 月次相嘗新嘗 | 枚岡神社     | 大阪府東大阪市出雲井町 | 河内国一宮 |      |
| 津原神社                    | ツハラノ         | 小       |              | 津原神社     | 大阪府東大阪市花園本町 |            |      |
| 梶無神社                    | カシナシノ カチ- | 小       | 鍬           | 梶無神社     | 大阪府東大阪市六万寺町 |            |      |
| 大津神社                    | オホツノ         | 小       |              | 大津神社     | 大阪府東大阪市水走     |            |      |
| 栗原神社                    | クリハラノ       | 小       | 鍬           | 栗原神社     | 大阪府東大阪市吉原     |            |      |
| 石切剣箭命神社 二座         | イハキリノ-      | 小       |              | 石切剣箭神社 | 大阪府東大阪市東石切町 |            |      |
| 凡例を表示                  |                  |          |              |              |                        |            |      |

1. ↑  『中世諸国一宮制の基礎的研究』（岩田書院、2000年）p. 48。

### 近世以降の沿革
- 「旧高旧領取調帳」に記載されている明治初年時点での支配は以下の通り。●は村内に寺社領が、○は寺社除地[2]が存在。（28村）

| 知行         | 知行               | 村数 | 村名                                                                        |
| ------------ | ------------------ | ---- | --------------------------------------------------------------------------- |
| 幕府領       | 幕府領             | 6村  | ○四条村、額田村、○芝村、●神並村、○善根寺村、○日下村                         |
| 幕府領       | 旗本領             | 6村  | ●○上之島村、●○市場村、○五条村、○豊浦村、吉田新家村、松原村                  |
| 幕府領       | 京都守護職役知     | 8村  | 池島村、喜里川村、客坊村、河内屋南新田、中新開村、今米村、川中新田、○吉原村 |
| 幕府領       | 幕府領・旗本領     | 1村  | ○水走村                                                                     |
| 藩領         | 相模小田原藩       | 5村  | ○六万寺村、横小路村、○出雲井村、植附村、芝神並村                            |
| 藩領         | 大和小泉藩         | 1村  | 吉田村                                                                      |
| 幕府領・藩領 | 旗本領・河内狭山藩 | 1村  | ○福万寺村                                                                   |

- 慶応4年

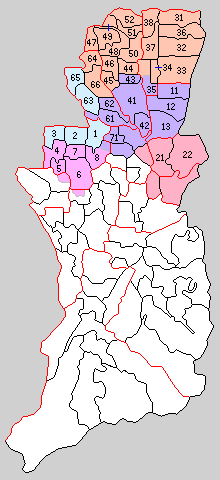
31.日根市村 32.枚岡村 33.枚岡南村 34.池島村 35.三野郷村 36.大戸村 37.英田村 38.東六郷村（紫：八尾市 橙：東大阪市 1 - 8は丹北郡 11 - 13は高安郡 21・22は大県郡 41 - 52は若江郡 61 - 66は渋川郡 71は志紀郡）

  - 2月 - 幕府領・旗本領が大坂裁判所司農局の管轄となる。
  - 5月2日（1868年6月21日） - 大坂裁判所司農局の管轄地域が大阪府司農局の管轄となる。
  - 6月8日（1868年7月27日） - 大阪府司農局の管轄地域が大阪府南司農局の管轄となる。
  - 6月 - 戊辰戦争後の処分により小田原藩が減封となり、本郡内の領地が消滅。
- 明治2年
  - 1月20日（1869年3月2日） - 大阪府南司農局の管轄地域が河内県の管轄となる。
  - 8月2日（1869年9月7日） - 河内県の管轄地域が堺県の管轄となる。
  - 12月26日（1870年1月27日） - 狭山藩が廃藩。管轄地域が堺県の管轄となる。
- 明治4年
  - 7月14日（1871年8月29日） - 廃藩置県により藩領が小泉県の管轄となる。
  - 11月22日（1872年1月2日） - 第1次府県統合により、全域が堺県の管轄となる。
- 明治7年（1874年）1月22日 - 大区小区制の堺県での施行により、河内国第2大区となる。
- 明治8年（1875年） - 吉田新家村が吉田村に合併。（27村）
- 明治13年（1880年）4月15日 - 郡区町村編制法の堺県での施行により、行政区画としての河内郡が発足。若江郡寺内村の大信寺に「八尾郡役所」が設置され、同郡および丹北郡・高安郡・渋川郡・大県郡とともに管轄。八尾郡役所はまもなく改称して「丹北高安渋川大県若江河内郡役所」となる。
- 明治14年（1881年）2月7日 - 大阪府の管轄となる。
- 明治15年（1882年） - 日下村の一部が分立して布市村となる。（28村）
- 明治20年（1887年） - 五条村・喜里川村・客坊村が合併して河内村となる。（26村）
- 明治22年（1889年）4月1日 - 町村制の施行により、下記の各村が発足。特記以外は現・東大阪市。（8村）
  - 日根市村 ← 日下村、善根寺村、布市村、河内屋南新田
  - 枚岡村 ← 豊浦村、出雲井村、額田村
  - 枚岡南村 ← 六万寺村、河内村、四条村、横小路村
  - 池島村（単独村制）
  - 三野郷村 ← 福万寺村、上之島村（現・八尾市）、市場村、若江郡玉井新田（現・東大阪市）
  - 大戸村 ← 植附村、芝村、芝神並村、神並村
  - 英田村 ← 吉田村、松原村、水走村
  - 東六郷村 ← 中新開村、今米村、川中新田、吉原村、若江郡加納村
- 明治29年（1896年）4月1日 - 郡制の施行のため、「丹北高安渋川大県若江河内郡役所」が管轄する各郡および志紀郡三木本村の区域をもって中河内郡が発足。同日河内郡廃止。

## 行政
八尾郡長→堺県丹北・高安・渋川・大県・若江・河内郡長
| 代 | 氏名   | 就任年月日                | 退任年月日               | 備考         |
| -- | ------ | ------------------------- | ------------------------ | ------------ |
| 1  | 名和暢 | 明治13年（1880年）4月16日 | 明治14年（1881年）2月6日 | 大阪府に移管 |

大阪府丹北・高安・渋川・大県・若江・河内郡長
| 代 | 氏名     | 就任年月日                | 退任年月日                | 備考                                                                               |
| -- | -------- | ------------------------- | ------------------------- | ---------------------------------------------------------------------------------- |
| 1  | 名和暢   | 明治14年（1881年）2月7日  | 明治14年（1881年）3月3日  |                                                                                    |
| 2  | 浦橋僴   | 明治14年（1881年）3月31日 | 明治19年（1886年）8月25日 |                                                                                    |
| 3  | 深瀬和直 | 明治19年（1886年）8月25日 | 明治26年（1893年）5月31日 |                                                                                    |
| 4  | 松村秀真 | 明治26年（1893年）5月31日 | 明治29年（1896年）3月31日 | 丹北郡・高安郡・渋川郡・大県郡・若江郡および志紀郡三本木村との合併により河内郡廃止 |